# Ro-56 (1922)
Ro-56 (呂号第五十六潜水艦) — підводний човен Імперського флоту Японії. До введення в Японії в першій половині 1920-х років нової системи найменування підводних човнів мав назву «Підводний човен № 30» (第三十潜水艦).
Корабель, який спорудили у 1922 році на корабельні компанії Mitsubishi в Кобе, належав до підтипу L2 (він же тип Ro-53) типу L.
З 16 січня 1922-го Ro-56 належав до 4-ї дивізії підводних човнів зі складу військово-морського округу Йокосука, в якій пройшла вся його служба.
15 грудня 1938-го Ro-56 вивели до резерву четвертої категорії, а 1 квітня 1940-го виключили зі списків ВМФ. При цьому корпус корабля використовували й далі під позначенням Haisen № 13.